# Baster

Flagge der Rehobother Baster

Baster (afrikaans für Bastard) sind Familien, die aus Beziehungen zwischen Nama-Frauen und Buren in Südwestafrika entstanden sind. Die Baster stellten 2023 mit 45.600 Menschen etwa 1,5 Prozent der namibischen Bevölkerung. Ihre Sprache ist meist Afrikaans.
Ihr traditionelles Stammesgebiet liegt um die Stadt Rehoboth (südlich von Windhoek), woher auch ihre meist genutzte Bezeichnung Rehoboth Baster(s), deutsch früher „Rehobother Bastardbevölkerung“, herrührt. Die Baster genießen seit der Unabhängigkeit Namibias als einzige traditionelle Gruppierung keinen rechtlichen Sonderstatus mehr. Ihre interne Verwaltung liegt dennoch wie vor 1990 in den Händen eines „Basterrates“, dem die Kapteine vorstehen. Sie sind meist evangelisch-lutherischen Glaubens.
Die Rehoboth Basters sind Mitglied der Unrepresented Nations and Peoples Organization und sehen ihr historisches Stammesland als unabhängiges Rehoboth Gebiet an.

## Geschichte

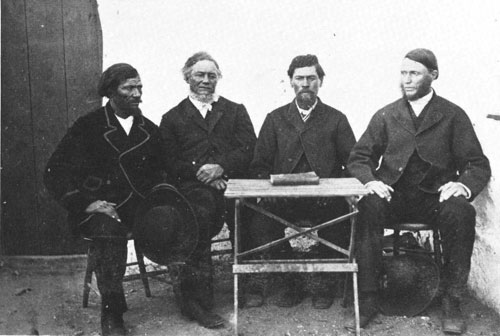
Basterrat 1872

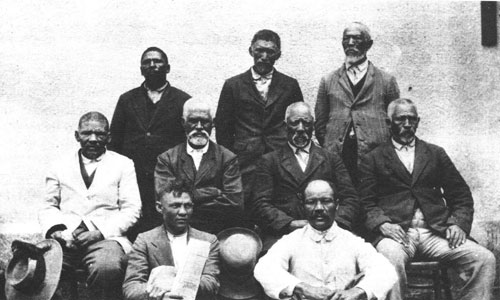
Basterrat 1915

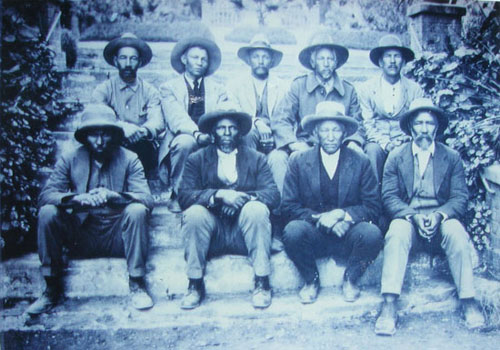
Basterrat 1923

Nach der Inbesitznahme der Kapregion durch niederländische Seefahrer unter ihrem Kapitän Jan van Riebeeck im Jahr 1652 trafen die europäischen Kolonialisten auf dort bereits ansässige Nama-Stämme. Durch den Nachzug weiterer Siedler, nicht nur aus den Niederlanden, sondern verstärkt auch aus Deutschland und Frankreich, entstand ein spürbarer Arbeitskräftemangel auf den neu eingerichteten Farmen. Da die Beziehungen zwischen den burischen Farmern und den Nama zunächst durchaus friedlicher Natur waren, ließen sich immer mehr Nama im Umfeld der Farmen nieder und heuerten dort als Farmarbeiter an. Sie lernten deren Sprache und Gebräuche kennen und – da burische Frauen in der Anfangszeit der Kolonisierung „Mangelware“ waren – bauten sie in immer größer werdendem Umfang persönliche Beziehungen zu ihren Arbeitgebern auf.
Die daraus entstandenen Kinder, die von keiner ihrer beiden Ausgangsgemeinschaften wirklich akzeptiert wurden, genossen zumeist eine europäische Erziehung, Schulbildung und waren in ihrer Lebensart sehr viel stärker durch ihre Nähe zu den Europäern als durch ihre Namaverwandtschaft geprägt. Wie viele gemischte Personen, fühlten auch sie sich bei der Partnerwahl am ehesten zu Ihresgleichen hingezogen und heirateten in der Regel untereinander.
Die größer werdenden Basterfamilien gründeten Clans und sahen sich mit zunehmendem Wohlstand nach eigenem Farmland und Weidegründen um. Bereits im 18. Jahrhundert bezeichneten sie sich als Baster, um sich eine eigene Gruppenidentität zu geben.
Ihre Gemeinschaften entwickelten in der ersten Hälfte des 19. Jahrhunderts geordnete Strukturen einer Selbstverwaltung. Sie gaben sich verfassungsähnliche Regelwerke, die auch ihre christliche Grundeinstellung zum Ausdruck brachten.
Mitte des 19. Jahrhunderts (1868) lösten sich die Baster aus ihrer Abhängigkeit zur Kapregierung und zogen in einem zweijährigen Treck nach Norden. Fortan verstanden sie sich als eigene ethnische Gruppe. Unter Führung ihres Kapteins Hermanus van Wyk wanderten sie in Südwest-Afrika ein. Hermanus van Wyk verhandelte mit den ständig in Fehde liegenden Herero und Nama, so dass ein Teil der Baster südlich von Windhoek im Ort Rehoboth ein neues Siedlungsgebiet fand – daher der Name Rehobother Baster. Der deutsche Rassentheoretiker Eugen Fischer unternahm 1908 eine Forschungsreise dorthin, um zu zeigen, dass die Mendelschen Gesetze auch für menschliche Mischlinge zwischen Niederländern und Afrikanern gültig seien.
Bereits auf dem Weg nach Rehoboth hatten die Baster sich zusätzliche Gesetze gegeben. Auch in der Folgezeit bewahrten sie weitgehend ihre Selbstverwaltung.
Von den beiden „Platzherren“ in Okahandja und Hoachanas wurde ihnen offenbar eine Pufferrolle zugedacht. Die übrigen Baster fanden neue Siedlungsplätze im Süden des Landes und begründeten dort unter ihren Führern Vilander (Kalahari-Baster), Vries (Kalkfontein-Baster) und Swart (Süd-Baster) jeweils eigenständige Gemeinwesen.
Die Rehobother Baster wurden in ihrer Puffer-Rolle sehr gefordert: Rehoboth wurde wiederholt Schauplatz blutiger Auseinandersetzungen, Plünderungen und Zerstörungen, insbesondere nachdem sich hier auch der Nama-Stamm der Swartboois angesiedelt hatte.
Nach der Inbesitznahme von Südwest-Afrika durch das Deutsche Reich und Begründung der Kolonie Deutsch-Südwestafrika schlossen die Rehobother Baster als einer der ersten Stämme Schutz- und Beistandsverträge mit der deutschen Schutzmacht ab (1885) und unterstützten diese aktiv bei der angestrebten Befriedung des unruhigen Landes durch Gestellung von Baster-Verbänden. Auch zu Beginn des Ersten Weltkrieges in Südwestafrika wurde in Rehoboth eine Freiwilligenkompanie der Baster unter deutscher Führung aufgestellt, jedoch mit der ausdrücklichen Beschränkung, nicht gegen Weiße eingesetzt werden zu dürfen. Auch unter den Deutschen schafften es die Baster, ihre Selbstverwaltung weitgehend aufrechtzuerhalten.
Nachdem sich die Baster kurz vor Kriegsende in der Kolonie 1915 gegen die deutsche Bevormundung erhoben hatten, wurden ihnen zunächst auch von der südafrikanischen Mandatsverwaltung diese Autonomierechte weiter zugestanden, aber 1925 wieder aberkannt. Die Baster erhoben sich gegen diese Maßnahme, wurden jedoch zum Einlenken gezwungen, als Südafrika mit Bombardierung drohte.
Während der Apartheidszeit in Namibia trugen die Rehobother Baster zur Entwicklung der politischen Parteien bei und behielten weiterhin die Zuständigkeit für ihre Angelegenheiten im Basterland. Dieser Status endete jedoch 1990 mit der Unabhängigkeit Namibias. Einen Tag vor Unabhängigkeit Namibias erklärten die Baster am 20. März 1990 ihre Unabhängigkeit in den Grenzen von 1872 als „Rehoboth Gebiet“.
Bemerkenswert in Bezug auf die Geschichte der Rehobother Baster ist nicht zuletzt auch der Überlebenswille dieser Gruppe.
Die Rehobother Baster bilden eine gut ausgebildete und oft selbständige Handwerkergemeinde rund um Windhoek.